# (156) Ксантиппа
(156) Ксанти́па (др.-греч. Ξανθίππη) — крупный астероид главного пояса, который принадлежит к спектральному классу C и поэтому он имеет очень тёмную поверхность, богатую простейшими углеродными соединениями. Он был открыт 22 ноября 1875 года австрийским астрономом Иоганном Пализой в обсерватории Пула и назван в честь Ксанти́(п)пы, жены греческого философа Сократа.

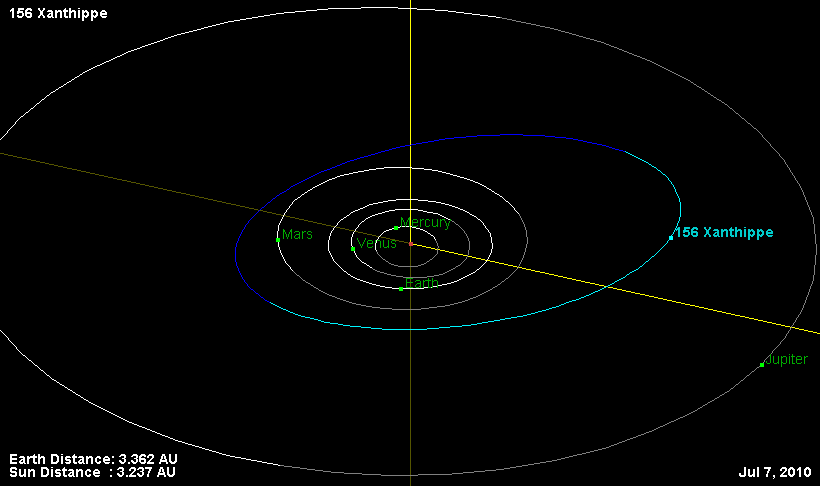
Орбита астероида Ксантиппа и его положение в Солнечной системе